# Louis Marie François Andlauer
Louis Marie François Andlauer (* 7. September 1876 in Honfleur; † 1915) war ein französischer Organist und Komponist.
Der Sohn des belgischen Organisten Auguste Andlauer war Schüler von Charles-Marie Widor und Alexandre Guilmant. Er wirkte als
Organist an Notre-Dames-des-Champs und als Organist und Kapellmeister an Saint-Eloi in Paris. Zwei Orgelstücke von ihm wurden in der Sammlung Les Maitres Contemporains de l’Orgue 1911 veröffentlicht. Louis Vierne widmete ihm die Idylle mélancolique aus seinen Vingt-Quatre Pièces en Style Libre.